# Кокопо
Кокопо — город на северо-восточной оконечности острова Новая Британия, Папуа — Новая Гвинея. Является административным центром провинции Восточная Новая Британия и одноимённого себе округа. Население — 20 300 чел. (по переписи 2000 года).

## География и климат
Город расположен на берегу пролива Святого Георгия, в 20 км к востоку от города Рабаул.
| Показатель                                                                    | Янв. | Фев. | Март | Апр. | Май | Июнь | Июль | Авг. | Сен. | Окт. | Нояб. | Дек. | Год  |
| ----------------------------------------------------------------------------- | ---- | ---- | ---- | ---- | --- | ---- | ---- | ---- | ---- | ---- | ----- | ---- | ---- |
| Средний суточный максимум, °C                                                 | 31   | 30   | 30   | 30   | 31  | 30   | 30   | 30   | 31   | 31   | 31    | 31   | 31   |
| Средний суточный минимум, °C                                                  | 24   | 24   | 24   | 24   | 24  | 24   | 24   | 24   | 24   | 24   | 24    | 24   | 24   |
| Норма осадков, мм                                                             | 143  | 154  | 168  | 126  | 119 | 129  | 91   | 99   | 93   | 97   | 107   | 137  | 1463 |
| Источник: http://www.sunmap.eu/weather/oceania/papua-new-guinea/kokopo/kokopo |      |      |      |      |     |      |      |      |      |      |       |      |      |

## История
Город был основан немецкими колонистами в конце XIX века под названием Хербертсхёэ (нем. Herbertshöhe). До 1910 года здесь размещалась германская колониальная администрация. На рубеже XIX—XX веков в Хербертсхёэ проживала и вела свою деятельность известная предпринимательница Эмма Форсайт, известная также как «Королева Новой Гвинеи».
В 1918 году город вместе с бывшей германской колонией по результатам Первой мировой войны перешёл под управление британского доминиона Австралии. В 1949 году обе части Папуа — Новой Гвинеи были объединены в одно административно-территориальное образование, управляемое из Австралии. С 1975 года Кокопо в составе независимой Папуа — Новой Гвинеи.
19 сентября 1994 года произошло извержение вулкана Тавурвур; столица провинции была перенесена из Рабаула в Кокопо.

## Население
| Год (перепись или оценка) | Численность |
| ------------------------- | ----------- |
| 1980                      | 2200        |
| 1990                      | 3200        |
| 2000                      | 20 300      |